# Najstarsza Synagoga w Nowym Sączu
Najstarsza Synagoga w Nowym Sączu – pierwsza, drewniana synagoga znajdująca się w Nowym Sączu, na obszarze należącym do zamku starościńskiego.
Synagoga została zbudowana najprawdopodobniej w XVII wieku. Niewątpliwie to do niej odnosi się wzmianka z 1657 roku o Jakubie Wolfowiczu, który składał przysięgę atque sui rhabbim in foribus Sinagogae suae in Castro Sandecensi existentis. W 1769 roku synagoga spłonęła podczas pożaru i już nie została odbudowana.
Mimo kilku oficjalnych dokumentów, w tym Brevis descriptio, stuprocentowe istnienie synagogi nie zostało do końca potwierdzone.